# Stefano Sensi
Stefano Sensi (italská výslovnost: [ˈsteːfano ˈsɛnsi]; * 5. srpna 1995 Urbino) je italský profesionální fotbalista, který hraje na pozici záložníka za italský klub FC Inter Milán. Mezi lety 2018 a 2022 odehrál také 9 utkání v dresu italské reprezentace, v nichž vstřelil 3 branky.
Svou kariéru zahájil v italské Cesena v roce 2013 a následně odešel na dvě sezóny do klubu San Marino Calcio. Do Sassuola přestoupil v lednu 2016, ale zbytek sezony 2015/16 strávil ještě v Ceseně. V létě 2019 odešel na hostování do Interu, kde přestoupil na trvalo v následujícím roce.

## Klubová kariéra
Sensi, který se narodil ve městě Urbino v regionu Marche, začal hrát fotbal v místním týmu Urbania ve věku šesti let. V roce 2007 se připojil k akademii týmu Rimini FC. Zde strávil tři roky, až do konce sezóny 2009/10, kdy klub zbankrotoval a propustil všechny své hráče. Sensi se přesunul do akademie Ceseny.

### Cesena
Dne 23. července 2013 byl jedním z pětice hráčů Ceseny, kteří odešli na hostování do San Marino Calcio. V klubu debutoval 8. září při prohře 2:0 proti AC Reggiana v rámci Lega Pro Seconda Divisione. O týden později vstřelil svůj první gól, a to na Stadio Olimpico při výhře 2:0 nad Comem. 16. března 2014 byl jedním ze tří hráčů svého týmu, kteří se nechali vyloučit při porážce 2:0 proti Cremonese.
San Marino nevyužilo možnost získat Sensiho na trvalo, ale 7. července 2014 odešel do klubu na další hostování. V druhém zápase v sezoně, 8. září, byl vyloučen v nastaveném čase utkání proti Pontedere. V sezóně odehrál 33 zápasů a vstřelil osm branek, včetně dvou při domácím vítězství 3:2 nad L'Aquila 14. února 2015, ve kterém byl na konci opět vyloučen; sestupu San Marina do Serie D však nezabránil.
Sensi debutoval v Ceseně 20. srpna 2015, a to ve třetím kole Coppa Italia, když odehrál celé utkání proti Catanii. 5. září debutoval v lize, když v prvním utkání sezóny pomohl k výhře 2:0 nad Brescií na Stadio Dino Manuzzi. 3. října vstřelil jediný gól utkání proti Livornu, když v 64. minutě proměnil penaltu.

### Sassuolo
Dne 13. ledna 2016 přestoupil Sensi do prvoligového Sassuola. Prvních 6 měsíců smlouvy strávil však na hostování v Ceseně. V červenci 2016 se vrátil do Sassuola a v Serii A debutoval v prvním kole sezóny proti Palermu, který skončil výhrou 1:0. Svůj první gól v nejvyšší soutěži dal v říjnu 2016 při domácím vítězství 2:1 nad Crotone. Sensi odehrál v sezóně 19 zápasů ve všech soutěžích, ve kterých jednou skóroval. V sezóně 2017/18 vstřelil dva góly v 17 utkáních v lize. Sensi se stal v sezóně 2018/19 pravidelným členem základní sestavy trenéra Roberta De Zerbiho, nastoupil do 30 zápasů a dvakrát se střelecky prosadil.

### Inter Milán
Dne 2. července 2019 odešel na roční hostování s opcí, která byla stanovena na částku okolo 25 milionů euro, do Interu Milán. Sensi debutoval v klubu 26. srpna při domácí výhře 4:0 proti Lecce v prvním ligovém kole sezóny 2019/20; v zápase se střelecky prosadil, když zvýšil na 2:0, ve druhém poločase byl však vystřídan Robertem Gagliardinim. Sensi debutoval v Lize mistrů 17. září při remíze 1:1 proti Slavii Praha; přispěl k vyrovnání v nastaveném čase, když přímým kopem trefil břevno, míč se odrazil k Nicolovi Barellovi, který srovnal na konečných 1:1. V druhé polovině sezóny však utrpěl mnohá zranění, a tak v ročníku odehrál poslední zápas 26. ledna. V sezóně celkem odehrál 19 zápasů.
Dne 31. srpna 2020 uplatnil Inter opci na trvalý přestup a hráč podepsal s klubem čtyřletou smlouvu.

## Reprezentační kariéra
Sensi je bývalý italský mládežnický reprezentant, jedenkrát se objevil v reprezentaci do 17 let a v týmu do 20 let odehrál tři utkání, kde debutoval 7. října 2015 při remíze 2:2 proti Polsku.
Dne 20. listopadu 2018 debutoval v seniorské italské reprezentaci v přátelském utkání proti Spojeným státům v belgickém Genku. 26. března 2019 vstřelil Sensi svůj první reprezentační gól, a to při domácím vítězství 6:0 nad Lichtenštejnskem v rámci kvalifikace na Euro 2020.

## Statistiky

### Klubové
K 11. dubnu 2021
| Klub                | Sezóna  | Liga    | Liga   | Liga | Pohár  | Pohár | Evropské poháry | Evropské poháry | Ostatní | Ostatní | Celkem | Celkem |
| Klub                | Sezóna  | Liga    | Zápasy | Góly | Zápasy | Góly  | Zápasy          | Góly            | Zápasy  | Góly    | Zápasy | Góly   |
| ------------------- | ------- | ------- | ------ | ---- | ------ | ----- | --------------- | --------------- | ------- | ------- | ------ | ------ |
| Cesena              | 2015/16 | Serie B | 31     | 3    | 1      | 0     | —               | —               | 1       | 0       | 33     | 3      |
| San Marino (host.)  | 2013/14 | Serie C | 26     | 2    | 0      | 0     | —               | —               | —       | —       | 26     | 2      |
| San Marino (host.)  | 2014/15 | Serie C | 33     | 8    | 2      | 1     | —               | —               | —       | —       | 35     | 9      |
| San Marino (host.)  | Celkem  | Celkem  | 59     | 10   | 2      | 1     | —               | —               | —       | —       | 61     | 11     |
| Sassuolo            | 2016/17 | Serie A | 16     | 1    | 1      | 0     | 2               | 0               | —       | —       | 19     | 1      |
| Sassuolo            | 2017/18 | Serie A | 17     | 2    | 2      | 0     | —               | —               | —       | 19      | 2      |        |
| Sassuolo            | 2018/19 | Serie A | 28     | 2    | 2      | 0     | —               | —               | —       | —       | 30     | 2      |
| Sassuolo            | Celkem  | Celkem  | 61     | 5    | 5      | 0     | 2               | 0               | —       | —       | 68     | 5      |
| Inter Milán (host.) | 2019/20 | Serie A | 12     | 3    | 3      | 0     | 4               | 0               | —       | 19      | 3      |        |
| Inter Milán         | 2020/21 | Serie A | 12     | 0    | 2      | 0     | 1               | 0               | —       | 15      | 0      |        |
| Inter Milán         | Celkem  | Celkem  | 24     | 3    | 5      | 0     | 5               | 0               | —       | —       | 34     | 3      |
| Celkem              | Celkem  | Celkem  | 175    | 21   | 12     | 1     | 7               | 0               | 1       | 0       | 195    | 22     |

### Reprezentační
K 17. listopadu 2020
| Itálie | Itálie | Itálie |
| Rok    | Zápasy | Góly   |
| ------ | ------ | ------ |
| 2018   | 1      | 0      |
| 2019   | 3      | 1      |
| 2020   | 2      | 1      |
| 2021   | 2      | 1      |
| Celkem | 8      | 3      |

#### Reprezentační góly
K zápasu odehranému 17. listopadu 2020. Skóre a výsledky Mexika jsou vždy zapisovány jako první.
| Gól | Datum           | Místo                                     | Soupeř              | Skóre | Výsledek | Soutěž                                |
| --- | --------------- | ----------------------------------------- | ------------------- | ----- | -------- | ------------------------------------- |
| 1.  | 26. března 2019 | Stadio Ennio Tardini, Parma, Itálie       | Lichtenštejnsko     | 1:0   | 6:0      | Kvalifikace na Euro 2020              |
| 2.  | 4. září 2020    | Stadio Artemio Franchi, Florencie, Itálie | Bosna a Hercegovina | 1:1   | 1:1      | Liga národů UEFA 2020/21              |
| 3.  | 31. března 2021 | LFF Stadium, Vilnius, Litva               | Litva               | 1:0   | 2:0      | Kvalifikace na Mistrovství světa 2022 |

## Ocenění

### Klubové

#### Inter Milán
- Evropská liga UEFA: 2019/20 (druhé místo)